# HD 201888
HD 201888，又名BD+62 1903，SAO 19223、HR 8109，是一颗恒星，视星等为6.54，位于銀經100.81，銀緯10.41，其B1900.0坐标为赤經21h 7m 20.5s，赤緯+62° 10.41′ 15″。